# Toosa longipes
Toosa longipes is een vlinder uit de familie venstervlekjes (Thyrididae). De wetenschappelijke naam van deze soort is voor het eerst geldig gepubliceerd in 1896 door Holland.
De soort komt voor in tropisch Afrika.